# Psathyropus aurolucens
Psathyropus aurolucens is een hooiwagen uit de familie Sclerosomatidae.